# Alue Keujruen
Alue Keujruen is een bestuurslaag in het regentschap Aceh Utara van de provincie Atjeh, Indonesië. Alue Keujruen telt 552 inwoners (volkstelling 2010).